# 小七和弦
小七和弦（Minor Seventh Chord），在 音樂理論上是一組由 根音、小三度、純五度和 小七度構成的和弦。也可以被看作是一個小三和弦（或曰「小調三和弦」）附加一個小七度音。在流行音樂的標記符號體系中，其標示方法是：在一個標示和弦根音的字母之後，上標「m7」 或 「-7」，以圖示C和弦為例則表示方法為: Cm7、C-7…等。以數字表示Cm7組成音則為「1 、b3、 5、b7」。

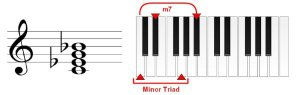